# Dorsale est-Pacifique

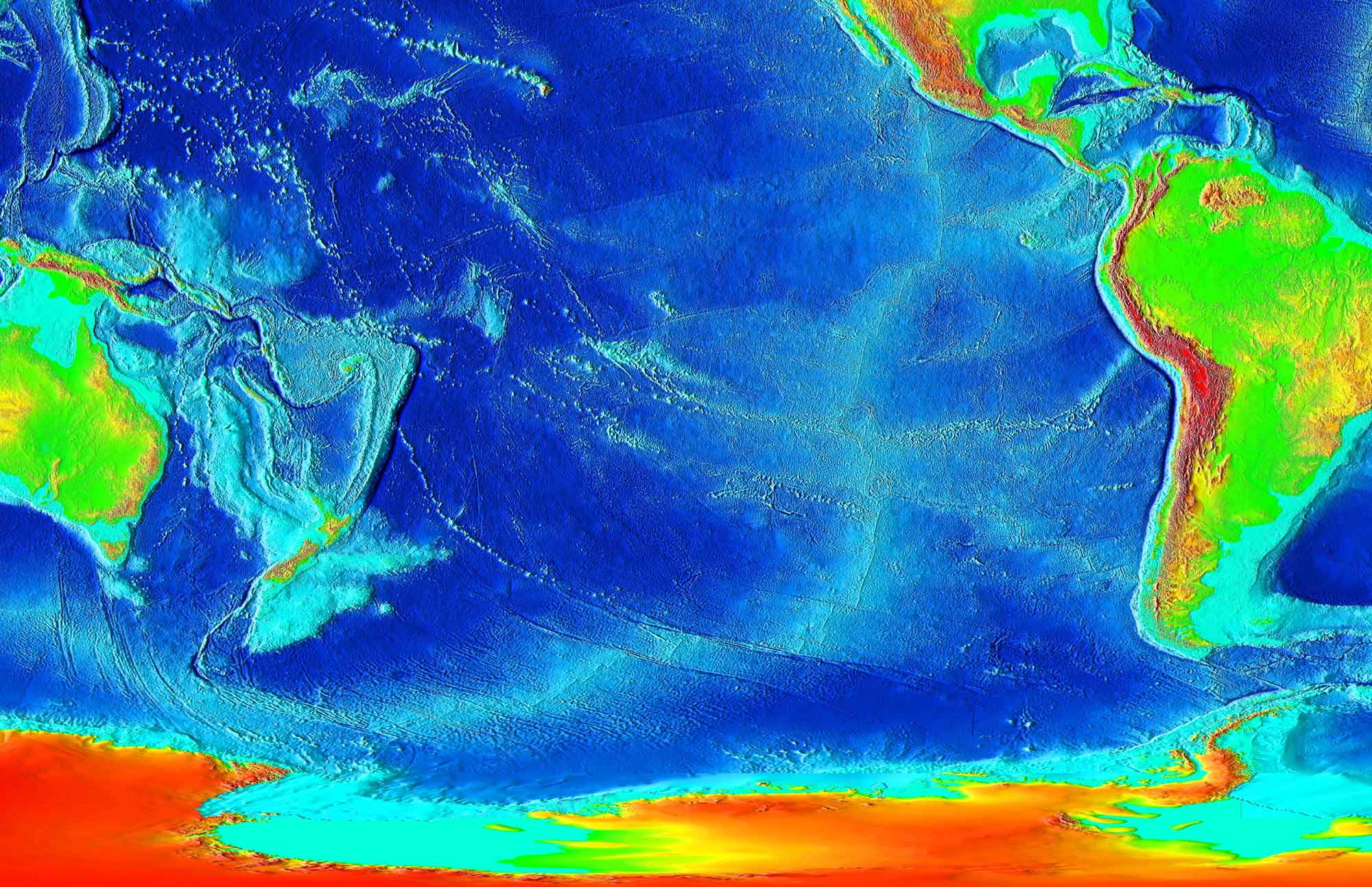
Dorsale est-Pacifique.

La dorsale est-Pacifique est une dorsale de l'océan Pacifique séparant la plaque pacifique (à l'ouest) de (du nord au sud) la plaque nord-américaine, la plaque Rivera, la plaque de Cocos, la plaque de Nazca et la plaque antarctique. 
La dorsale s'étend de l'extrémité nord du golfe de Californie, dans la Salton Sea jusqu'à un point mal défini situé près de l'Antarctique.

## Vue d'ensemble
La lithosphère océanique se déplace de chaque côté de la dorsale est-Pacifique à une vitesse d'environ 7,5 cm/année.
Sur la partie est, les plaques Cocos et Nazca, se déplaçant vers l'est, rencontrent et glissent sous les plaques nord-américaine et  sud-américaine, qui se déplacent vers l'ouest. Ceci donne naissance à la chaîne de volcans des Andes, de l'Amérique centrale et du Mexique. 
Près de l'île de Pâques, la dorsale est-Pacifique rencontre la dorsale du Chili.
La partie sud de la dorsale est-Pacifique (dorsale Pacifique-Antarctique) fusionne avec la dorsale sud-est indienne à la jonction triple de Macquarie, au sud de la Nouvelle-Zélande.

## Monts hydrothermaux

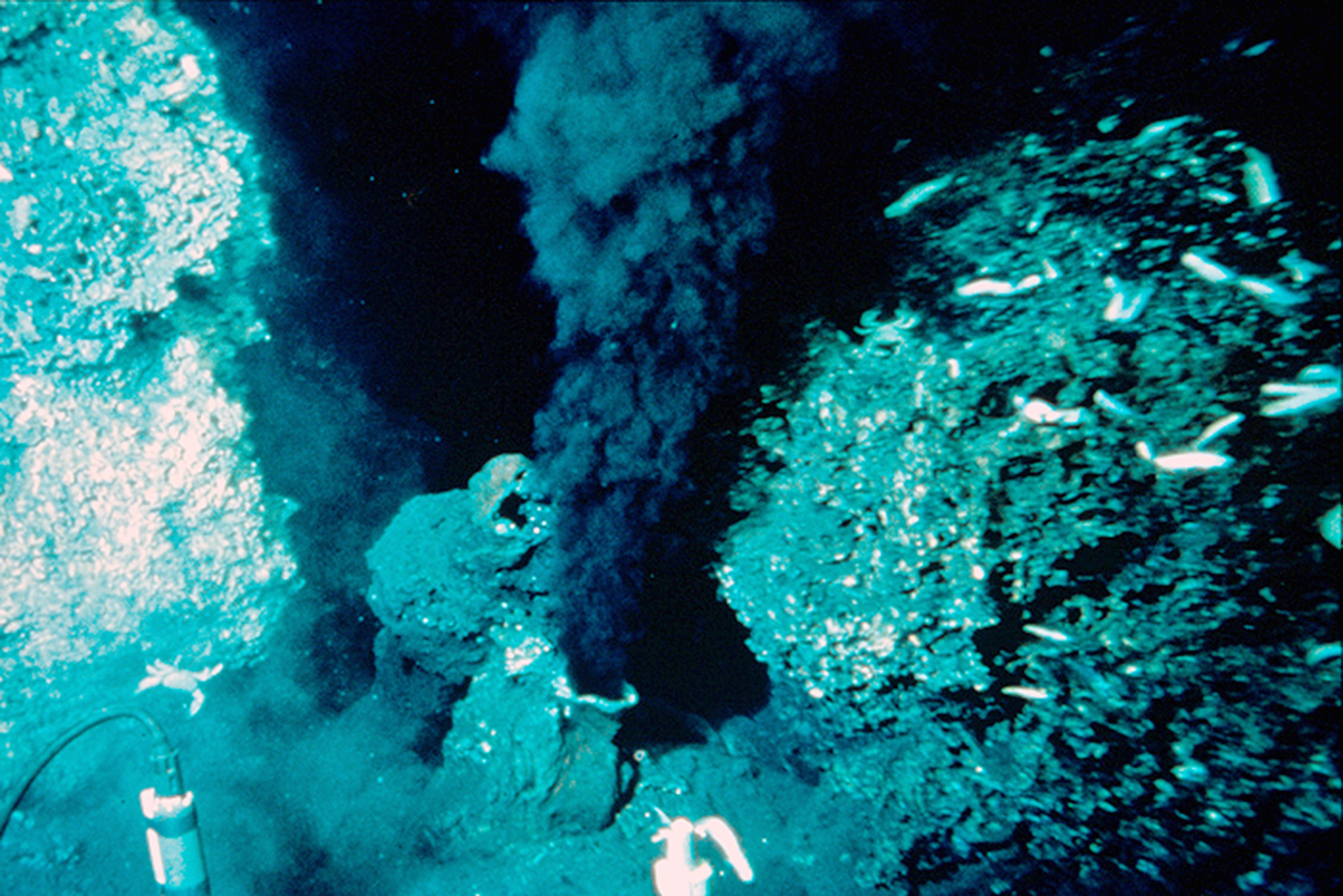
Monts hydrothermaux de la dorsale est-Pacifique (nord).

Les premiers monts hydrothermaux ont été découverts le long de la dorsale est-Pacifique.